# Jofa

Logo von Jofa

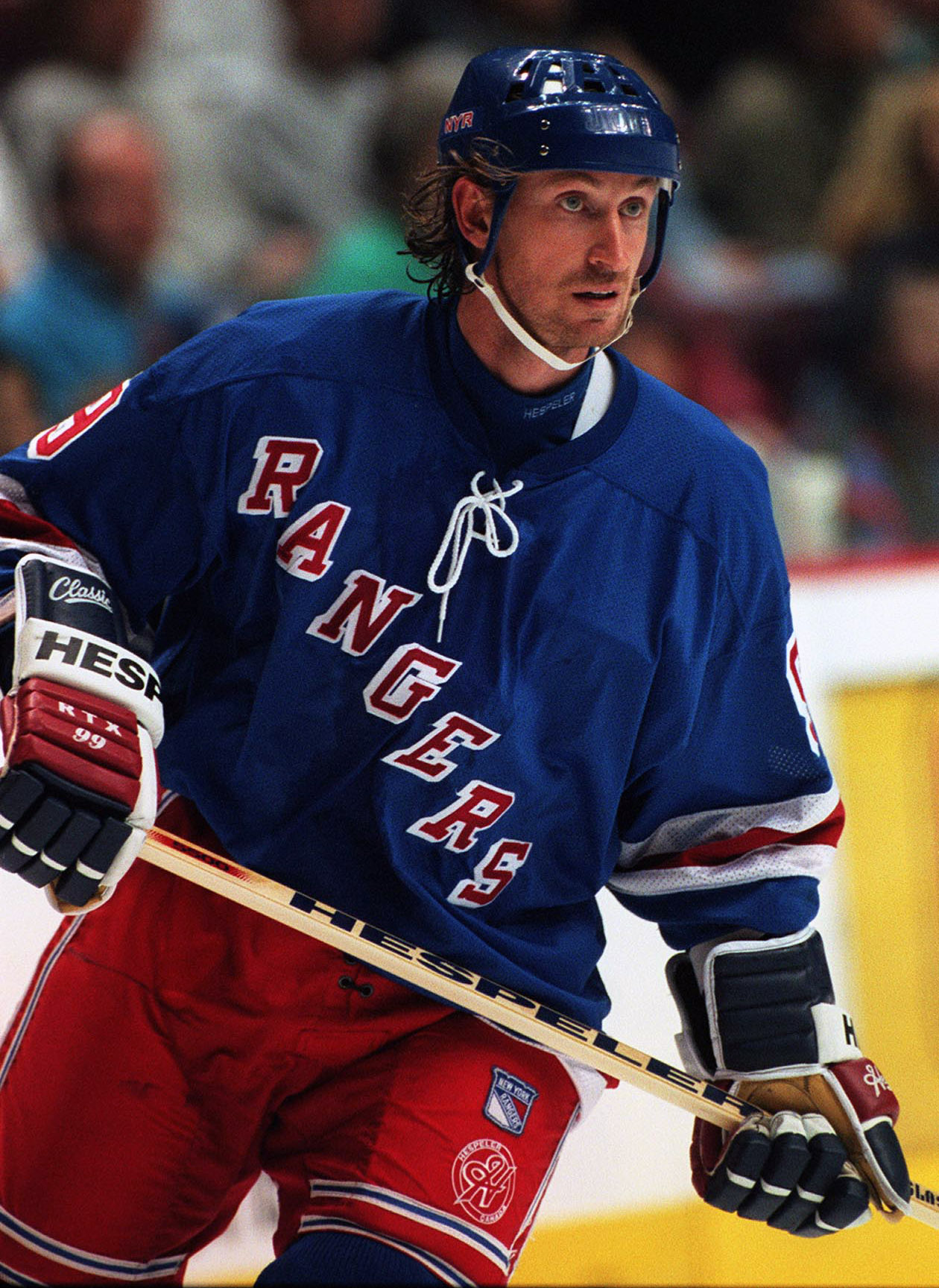
Wayne Gretzky mit einem Jofa VM Helm

Jofa ist ein ehemaliges schwedisches Unternehmen, das vor allem Eishockeyartikel hergestellt hat.
Jofa ist die Abkürzung für Jonssons fabriker (Jonssons Fabriken). Niss-Oskar Jonsson gründete 1926 die Firma in Malung. Die ersten Produkte wurden aus Lederresten hergestellt, da das erste Unternehmen eine Gerberei war.
Im Jahr 1963 wurde mit der Produktion von Hockeyhelmen begonnen. Kurz darauf wurden auch andere Hockeyartikel wie Schlittschuhe und Eishockeyschläger hergestellt. Von 1973 bis 1985 gehörte das Unternehmen zu Volvo, anschließend zu Karhu. Der Gründer Niss-Oskar Jonsson starb 2002 im Alter von 92 Jahren.
Seit 2004 war Jofa ein Teil von Reebok, die wiederum wie CCM Hockey 2006 von adidas übernommen wurden. Die Produkte aus Schweden wurden anschließend unter dem Namen Reebok angeboten. Am 13. Dezember 2012 wurde der letzte Helm in Malung produziert und die Produktion nach China verlagert. 
2019 meldete die schwedische Tochtergesellschaft von CCM Hockey die Marke Jofa erneut an.